# Доліхоуснея найдовша
Доліхоуснея найдовша, уснея найдовша (Dolichousnea longissima) — бореальний лишайник роду доліхоуснея (Dolichousnea). Гриб класифіковано у 2004 році.

## Будова

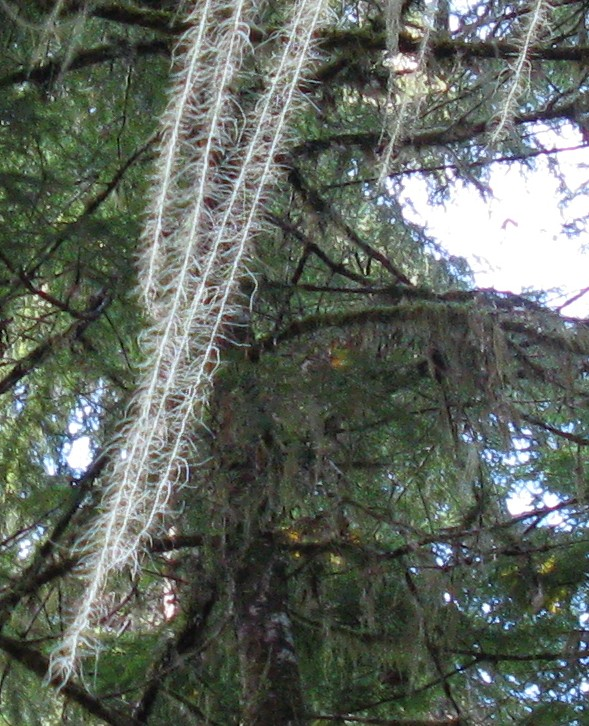

Звисаюче тіло кущисте у вигляді дуже довгих ниткоподібних гілочок з товстим центральним стрижнем. Кольору світло-сірувато-жовтуватого до брудно-зеленувато-жовтуватого. Іноді досягає довжини понад 1 м. Гілочки рясно вкриті бічними довгими війками, зрідка розгалужені, майже по всій довжині однакової товщини. Розмножується спорами.

## Поширення та середовище існування
Євразія, Японські острови, Північна Америка. В Україні: Карпати, Закарпаття та Прикарпаття. Росте у гірських старих хвойних переважно ялинових лісах на корі та гілках дерев.

## Природоохоронний статус
Включений до третього видання Червоної книги України (2009 р.).